# Zgodovina Norveške
Na zgodovino Norveške sta v izjemni meri vplivala relief in podnebje regije. Približno 10.000 pred našim štetjem, po umiku velikih ledenih plošč v notranjost, so se najzgodnejši prebivalci preselili proti severu na ozemlje, ki je danes Norveška. Vztrajno so potovali proti severu vzdolž obalnih območij, ki jih je ogreval Zalivski tok. Bili so lovci-nabiralci, katerih prehrana je vključevala morske sadeže in divjačino, zlasti severne jelene kot osnovno hrano. Med 5000 pr. n. št. in 4000 pr. n. št. so se okoli Oslofjorda pojavila najzgodnejša kmetijska naselja. Postopoma, med letoma 1500 pr. n. št. in 500 pr. n. št., so se kmetijska naselja razširila na celotno južno Norveško, medtem ko so se prebivalci regij severno od Trøndelaga še naprej ukvarjali z lovom in ribolovom.
Neolitik se je začel leta 4000 pr. n. št. Obdobje preseljevanja je povzročilo, da so prvi poglavarji prevzeli nadzor in zgradili utrdbe na hribih. Od 8. stoletja so se Norvežani začeli širiti po morjih na Britansko otočje in kasneje Islandijo in Grenlandijo. V vikinški dobi je prišlo tudi do združitve države. Pokristjanjevanje je bilo zaključeno v 11. stoletju in Nidaros je postal nadškofija. Prebivalstvo se je hitro povečevalo do leta 1349 (Oslo: 3000; Bergen: 7000; Trondheim: 4000), ko so ga prepolovile črna kuga in zaporedne kuge. Bergen je postal glavno trgovsko pristanišče, ki ga je nadzirala Hansa. Norveška je leta 1397 z Dansko in Švedsko vstopila v Kalmarsko unijo.
Potem ko je Švedska leta 1523 zapustila unijo, je Norveška postala mlajši partner v Dansko-Norveški zvezi. Reformacija je bila uvedena leta 1537, absolutna monarhija pa je bila uvedena leta 1661. Leta 1814 je bila Norveška, potem ko je bila na poraženi strani napoleonskih vojn z Dansko, s pogodbo iz Kiela prepuščena švedskemu kralju. Norveška je razglasila svojo neodvisnost in sprejela ustavo. Vendar nobena tuja sila ni priznala norveške neodvisnosti, ampak je podprla švedsko zahtevo, da Norveška spoštuje pogodbo iz Kiela. Po kratki vojni s Švedsko sta državi sklenili konvencijo iz Mossa, v kateri je Norveška sprejela personalno unijo s Švedsko, obdržala svojo ustavo, Storting in ločene institucije, razen službe za zunanje zadeve. Unija je bila uradno ustanovljena po tem, ko je izredni Storting sprejel potrebne spremembe ustave in 4. novembra 1814 za norveškega kralja izvolil švedskega Karla XIII.
Industrializacija se je začela v 1840-ih, od 1860-ih pa je prišlo do obsežnega izseljevanja v Severno Ameriko. Leta 1884 je kralj imenoval Johana Sverdrupa za predsednika vlade in s tem vzpostavil parlamentarizem. Zveza s Švedsko je razpadla leta 1905. Od 1880-ih do 1920-ih so Norvežani, kot sta Fridtjof Nansen in Roald Amundsen, izvedli pomembne polarne odprave.
Ladijski promet in hidroelektrarne so bili pomemben vir dohodka za državo. V naslednjih desetletjih je prišlo do nihanja gospodarstva in vzpona delavskega gibanja. Nemčija je med drugo svetovno vojno med letoma 1940 in 1945 okupirala Norveško. Norveška se je po vojni pridružila Natu in prestala obdobje obnove v okviru javnega načrtovanja. Nafto so odkrili leta 1969 in do leta 1995 je bila Norveška druga največja izvoznica na svetu. To je povzročilo veliko povečanje bogastva. Od 1980-ih je Norveška začela deregulacijo v številnih sektorjih in v letih 1989–1990 doživela bančno krizo.
Do 21. stoletja je Norveška postala ena najuspešnejših držav na svetu s proizvodnjo nafte in plina, ki predstavljata 20 odstotkov njenega gospodarstva. Z reinvestiranjem svojih prihodkov od nafte je imela Norveška leta 2017 največji državni premoženjski sklad na svetu.

## Prazgodovina
Norveška obala se je dvignila od poledenitve s koncem zadnjega ledeniškega obdobja okoli 12.000 pred našim štetjem. V tem obdobju je prišlo do prvega priseljevanja, saj je norveška obala ponujala bogate možnosti za lov na tjulnje, ribolov in lov. Ti zgodnji prebivalci so bili nomadi in do leta 9300 pr. n. št. so bili že naseljeni daleč na severu do mesta Magerøya. Povečan led, ki se je umaknil od leta 8000 pr. n. št., je povzročil naselitev vzdolž celotne obale. O kameni dobi pričata kultura Komsa v Tromsu in Finnmarku ter kultura Fosna južneje. Kulturo Nøstvot je nasledila kultura Fosna ok. 7000 pr. n. št., ko je toplejše podnebje povzročilo povečano pogozdovanje in nove vrste sesalcev za lov. Najstarejše človeško okostje, ki so ga kdaj odkrili na Norveškem, je bilo najdeno v plitvi vodi pri Sognu leta 1994 in je bilo ogljično datirano v 6600 pr. n. št. Pribl. 4000 pred našim štetjem so ljudje na severu začeli uporabljati orodje iz skrilavca, lončeno posodo, smuči, sani in velike čolne iz kože.
Prvo poljedelstvo in s tem začetek neolitika se je začelo ok. 4000 pred našim štetjem okoli Oslofjorda, s tehnologijo iz južne Skandinavije. Preboj se je zgodil med letoma 2900 in 2500 pred našim štetjem, ko so oves, ječmen, prašiči, govedo, ovce in koze postali običajni in se razširili vse do severa do Alte. V tem obdobju se je pojavila tudi kultura trakaste keramike, ki je prinesla novo orožje, orodje in indoevropsko narečje, iz katerega se je pozneje razvil norveški jezik.

### Nordijska bronasta doba (1800–500 pr. n. št.)
Bronasta doba se je začela okoli leta 1800 pr. n. št. in je vključevala inovacije, kot so oranje polj s preprostimi plugi, stalne kmetije s hišami in dvorišči, zlasti na rodovitnih območjih okoli Oslofjorda, Trondheimsfjorda, Mjøse in Jærena. Nekateri donosi so bili tako visoki, da so kmetom omogočili menjavo krzna in kož za luksuzne predmete, zlasti z Jutlandijo. Približno 1000 pr. n. št. so govorci uralskih jezikov prispeli na sever in se asimilirali z avtohtonim prebivalstvom ter postali ljudstvo Sami. Po mnenju Anteja Aikia se je oblikovanje jezika Sámi zaključilo na njegovem najjužnejšem območju uporabe (osrednja Skandinavija, Južni Sápmi) do leta 500 našega štetja.
Podnebni premik s hladnejšim vremenom se je začel okoli leta 500 pr. n. št. Gozdove, ki so jih prej sestavljali brest, lipa, jesen in hrast, so nadomestili breza, bor in smreka. Podnebne spremembe so tudi pomenile, da so kmetje začeli graditi trdnejše strukture za zavetje. Znanje o obdelavi železa so prinesli Kelti, kar je povzročilo boljše orožje in orodje.

### Nordijska železna doba (500 pr. n. št.–800 n. št.)
Orodje iz železne dobe je omogočilo obsežnejše krčenje in poljedelstvo, zato je bilo obdelovanih več površin, ko se je prebivalstvo povečalo s povečano žetvijo. Razvila se je nova družbena struktura: ko so se sinovi poročili, so ostali v isti hiši; tako razširjena družina je bila klan. Klan je nudil zaščito pred drugimi klani; če bi prišlo do konfliktov, bi o tem odločali na thingu, na nekem svetem mestu, kjer bi se zbirali vsi svobodni možje iz okolice in bi lahko reševali spore in določali sankcije za zločine, kot je plačilo kazni v hrani.
V zadnjem stoletju pr. n. št. je prišlo do širokega kulturnega razvoja. Norvežani so prilagodili črke in ustvarili svojo abecedo, rune. Potekalo je tudi trgovanje z Rimljani, večinoma s krznom in kožami v zameno za luksuzno blago. Nekateri Skandinavci so služili tudi kot rimski plačanci. Nekateri najmočnejši kmetje so postali poglavarji. Delovali so kot duhovniki in od kmetov sprejemali darove, ki so jih spet uporabljali za plačilo vojakov, kar je ustvarilo hird (spremstvo osebnih oboroženih spremljevalcev). Tako so lahko vladali območju več klanov in plemen.
Moč poglavarjev se je med obdobjem preseljevanja med letoma 400 in 550 povečala, ko so se druga germanska plemena selila proti severu, lokalni kmetje pa so želeli zaščito. To je povzročilo tudi gradnjo preprostih utrdb. V 6. stoletju je južno Norveško prizadela kuga, pri čemer je bilo na stotine kmetij izpraznjenih. Večino so ponovno naselili v 7. stoletju, ko je bilo tudi zgrajenih več ribiških zaselkov in razcvet trgovine z železom in steatitom po Severnem morju. Nekateri poglavarji so lahko nadzorovali večino trgovine in so v 8. stoletju postajali močnejši.

### Arheološke najdbe
Februarja 2020 so raziskovalci programa Secrets of Ice odkrili 1500 let staro vikinško puščično konico, ki sega v germansko železno dobo in je bila zaprta v ledeniku na južnem Norveškem, kar so povzročile podnebne spremembe v gorovju Jotunheimen. Puščična konica iz železa je bila razkrita s počeno leseno ostjo in peresom, dolga je 17 cm in tehta le 28 gramov.

## Vikinška doba
Vikinška doba je bila obdobje skandinavske ekspanzije s trgovino, napadi in kolonizacijo. Eden od prvih napadov je bil proti Lindisfarnu leta 793 in velja za začetek vikinške dobe. To je bilo mogoče zaradi razvoja dolge ladje, primerne za potovanje po morju, in naprednih navigacijskih tehnik.
Vikingi so bili dobro opremljeni, imeli so verižne oklepe in bili dobro izurjeni. Poleg zlata in srebra je bil pomemben namen plenitev ujetje in trgovanje s sužnji, ki so jih na norveške kmetije pripeljali kot suženjsko delovno silo. Kadar so se moški ukvarjali z vojskovanjem in potovanji, so domačijo vodili tisti, ki so ostali doma, pod nadzorom žene.
Pomanjkanje primernih kmetijskih zemljišč na zahodu Norveške je povzročilo, da so Norvežani potovali na in kolonizirali redko poseljena območja Shetlandskih otokov, Orkneyjskih otokov, Ferskih otokov in Hebridov, od katerih so slednji postali Kraljestvo otokov. Norveški Vikingi so se naselili na vzhodni obali Irske okoli leta 800 in ustanovili prva mesta na otoku, vključno z Dublinom. Njihov prihod je povzročil zavezništvo majhnih galskih kraljev in do leta 900 so pregnali Norvežane.
Sredi 9. stoletja so se največji poglavarji majhnih kraljestev zapletli v velik boj za oblast. Harald lepolasi je začel proces združevanja Norveške, ko je sklenil zavezništvo z grofom Lade in je državo lahko združil po odločilni bitki pri Hafrsfjordu (okoli 870–900). Postavil je osnove državne uprave z oskrbniki, ki so sedeli na najpomembnejših posestvih premaganih ali pregnanih glavarjev.
Islandijo, ki je bila takrat nenaseljena, so odkrili Norvežani v poznem 9. stoletju. Do leta 930 je bil otok razdeljen med 400 nordijskih poglavarjev.
Håkon Dobri – sin Haralda Lepolasega, vzgojen v Angliji – je leta 930 prevzel krono in ustanovil dve velike skupščini (thing), na katerih se je kralj sestajal s svobodnimi možmi, da bi sprejemal odločitve: Gulating (ena prvih norveških zakonodajnih skupščin) za zahodno Norveško in Frostating za Trøndelag. Ustanovil je tudi leidang, mobilizacijsko vojsko/mornarico. Haakon I. je neuspešno poskušal uvesti krščanstvo na Norveškem. Po njegovi smrti leta 960 je izbruhnila vojna med rodbino Fairhair in grofom Ladskim v zavezništvu z danskimi kralji.
Pod vodstvom Erika Rdečega, Norvežana, se je skupina Islandcev v 980-ih naselila na Grenlandiji. Erikov sin Leif Erikson je naletel na Novo Fundlandijo pribl. 1000 in ga poimenovali Vinlandija. Za razliko od Grenlandije tam ni bila ustanovljena stalna naselbina.

### Arheološke najdbe
Več vikinških ladij v grobiščih je bilo najdenih in postavljenih v muzeje, vključno z ladjama Oseberg in Gokstad. Oktobra 2018 so norveški arheologi pod vodstvom arheologa Larsa Gustavsena objavili odkritje zakopane 20 m dolge vikinške ladje Gjellestad v občini Halden. Starodavno dobro ohranjeno vikinško pokopališče, staro več kot 1000 let, je bilo odkrito z georadarjem, ki prodira v tla. Arheologi so s pomočjo radarske raziskave odkrili še najmanj sedem drugih prej neznanih gomil in ostanke petih dolgih hiš.

## Srednji vek
Pokristjanjevanje in ukinitev tradicionalnega Asatruja, ki se odraža v nordijski mitologiji, je najprej poskušal Håkon Dobri, kasneje pa Olaf Tryggvason, vendar je bil ubit v bitki pri Svolderju leta 1000. Olaf Haraldsson (svei Olaf) je od leta 1015 poskrbel, da so stvari sprejele cerkvene zakone, uničil poganske templje, zgradil cerkve in ustvaril institucijo duhovnikov. Številni poglavarji so se bali, da bi jih pokristjanjevanje oropalo moči kot Goðarja v tradicionalnem nordijskem poganstvu, zato so Olafa leta 1028 izgnali z Norveške. Ko se je leta 1030 poskušal vrniti, so ga domačini srečali v bitki pri Stiklestadu, kjer je bil Olaf ubit, v skladu z zakonom. Cerkev je Olafa I. povzdignila v svetnika in Nidaros (danes Trondheim) je postal krščansko središče Norveške. V nekaj letih je danska oblast postala dovolj nepriljubljena, da se je Norveška leta 1035 znova združila pod norveškim kraljem Magnusom Olavsonom Dobrim.
Od leta 1040 do leta 1130 je bila država v miru. Leta 1130 je zaradi nasledstva prestola izbruhnila državljanska vojna, ki je vsem kraljevim sinovom omogočila skupno vladanje, tako da so Norveško razdelili na dele, da je vsak vladal enemu delu. Včasih so bila obdobja miru, preden se je manjši sin povezal s poglavarjem in začel nov spopad. Nadškofija Nidaros je bila ustanovljena leta 1152 v poskusu nadzora nad imenovanjem kraljev. Cerkev se je neizogibno postavila na stran v teh konfliktih, pri čemer je vpliv cerkve na kralja postal tudi vprašanje v državljanskih vojnah. Vojne so se končale leta 1217 z imenovanjem Håkona Håkonssona, ki je uvedel jasne nasledstvene zakone. Uspelo mu je podrediti tudi Grenlandijo in Islandijo norveški oblasti; islandski Commonwealth se je tako končal po državljanski vojni v dobi Sturlungovih, ki je povzročila pronorveško zmago.
Prebivalstvo se je povečalo s 150.000 leta 1000 na 400.000 leta 1300, kar je povzročilo tako več očiščene zemlje kot razdelitev kmetij. Medtem ko so imeli v vikinški dobi vsi kmetje lastno zemljo, je bilo leta 1300 sedemdeset odstotkov zemlje v lasti kralja, cerkve ali aristokracije. To je bil postopen proces, pri katerem so si kmetje v skromnih časih izposojali denar, ki ga pogosto niso mogli odplačati. Vendar so najemniki vedno ostali svobodni ljudje, velike razdalje in pogosto razpršeno lastništvo pa so pomenili, da so norveški kmetje uživali veliko več svobode kot celinski podložniki. V 13. stoletju je približno dvajset odstotkov kmečkega donosa šlo kralju, cerkvi in posestnikom.

### Zaton in Kalmarska unija
13. stoletje je opisano kot zlata doba Norveške, z mirom in povečanjem trgovine, zlasti z britanskimi otoki, čeprav je proti koncu stoletja Nemčija postajala vse pomembnejša. V visokem srednjem veku je kralj ustanovil Norveško kot suvereno državo z osrednjo upravo in lokalnimi predstavniki.
Leta 1349 se je črna kuga razširila na Norveško in v enem letu pobila skoraj dve tretjini prebivalstva. Poznejše kuge so do leta 1400 prepolovile prebivalstvo. Številne skupnosti so bile popolnoma izbrisane, kar je povzročilo obilico proste zemlje, kar je kmetom omogočilo, da so se bolj preusmerili na živinorejo. Znižanje davkov je oslabilo kraljev položaj in številni aristokrati so izgubili svoj presežek dohodka, nekateri pa so postali zgolj kmetje. Visoke desetine so naredile cerkev močnejšo, nadškof pa je postal član državnega sveta.
Hansa je v 14. stoletju prevzela nadzor nad norveško trgovino in ustanovila trgovske postaje v večini norveških pristaniških mest, kot sta Oslo in Bergen, ki sta imela največjo nemško kolonijo. Leta 1380 je Olaf Haakonsson podedoval tako norveški kot danski prestol, kar je ustvarilo unijo med državama. Leta 1397 je bila pod Margareto I. med tremi skandinavskimi državami sklenjena Kalmarska unija. Vodila je vojno proti Hansi, kar je povzročilo trgovinsko blokado in višje obdavčitve Norvežanov, kar je povzročilo upor. Vendar sta bila Norveška in njen državni svet prešibka, da bi se odcepila od unije.
Margareta je zasledovala politiko centralizacije, ki je bila neizogibno naklonjena Danski, ker je imela več prebivalcev kot Norveška in Švedska skupaj. Margareta je podelila tudi trgovske privilegije hanzeatskim trgovcem iz Lübecka v Bergnu v zameno za priznanje njene pravice do vladanja, kar je prizadelo norveško gospodarstvo. Hanzeatski trgovci so v Bergnu več generacij oblikovali državo v državi. Še hujši so bili pirati, Victual Brothers, ki so izvedli tri uničujoče vdore v pristanišče (zadnjega leta 1427).
Norveška je pod rodbino Oldenburg (ustanovljena 1450) vse bolj drsela v ozadje. Leta 1502 je prišlo do upora pod vodstvom Knuta Alvssona. Norvežani so bili  naklonjeni do kralja Kristijana II., ki je nekaj let bival v državi. Norveška ni sodelovala pri dogodkih, ki so privedli do osamosvojitve Švedske od Danske v 1520-ih.

## Unija z Dansko
Švedska je leta 1523 lahko izstopila iz Kalmarske unije in tako ustvarila Dansko-Norveško pod vladavino kralja v Københavnu. Kralj Friderik I. Danski je bil naklonjen reformaciji Martina Luthra, vendar ni bila priljubljena na Norveškem, kjer je bila Cerkev edina preostala nacionalna institucija in je bila država prerevna, da bi bila duhovščina zelo pokvarjena. Sprva se je Friderik strinjal, da ne bo poskušal vpeljati protestantizma na Norveško, vendar si je leta 1529 premislil. Norveški odpor je vodil Olav Engelbrektsson, trondheimski nadškof, ki je starega kralja Kristijana II. povabil nazaj iz izgnanstva na Nizozemskem. Kristijan se je vrnil, vendar je bila njegova vojska poražena in je preostanek svojega življenja preživel v zaporu.

### Obdobje lutkovne države (lydriketiden)
Ko je Friderik umrl in je izbruhnila tristranska nasledstvena vojna med podporniki njegovega najstarejšega sina Kristijana (III.), njegovega mlajšega katoliškega brata Hansa in privržencev Kristjana II. Olaf Engelbrektsson je ponovno poskušal voditi katoliško norveško odporniško gibanje. Kristijan III. je zmagal in Engelbrektsson je odšel v izgnanstvo, leta 1537 pa je Kristijan Norveško ponižal iz neodvisnega kraljestva v marionetno državo in razpustil Norveški državni svet. Leta 1537 je bila uvedena tudi reformacija, ki je okrepila kraljevo oblast. Vse cerkvene dragocenosti so bile poslane v København in štirideset odstotkov zemlje, ki je bila v lasti cerkve, je prišlo pod nadzor kralja. Danščina je bila uvedena kot pisni jezik, čeprav je norveščina ohranila različna narečja. Zdaj je bila potrebna strokovna uprava in oblast se je z osrednjega plemstva preselila na kraljevo upravo: okrožni sodniki so bili imenovani za sodnike, šerifi pa so postali uslužbenci krone in ne lokalnega plemstva. Leta 1572 (ali 1556) je bil za Norveško imenovan podkralj s sedežem v trdnjavi Akershus v Oslu. Leta 1628 je bila ustanovljena norveška vojska, v kateri so bili zaposleni poklicni vojaški častniki.
Norveško gospodarstvo se je izboljšalo z uvedbo žage na vodni pogon v začetku 16. stoletja. Norveška je imela ogromne vire lesa, vendar v srednjem veku ni imela sredstev, da bi ga veliko izkoriščala, saj je bilo na voljo le ročno orodje. Nove žage, ki so zrasle v fjordih, so to spremenile. Leta 1544 je bil sklenjen dogovor z Nizozemsko (takrat del Svetega rimskega cesarstva) in Nizozemci so nadzorovali izvoz norveškega lesa naslednjih 150 let. Amsterdam je bil zgrajen na pilotih iz Norveške. Podiranje dreves je potekalo pozimi, ko kmečka dela niso bila mogoča in je bilo posekano drevje enostavno spraviti po snegu do rek. Spomladi so hlodi odplavali po rekah v žage ob morju. Do sredine 16. stoletja je bila moč Hanzeatske lige v Bergnu zlomljena; čeprav so nemški obrtniki ostali, so morali sprejeti dansko-norveško oblast.
V 17. stoletju je potekala vrsta vojn med Dansko–Norveško in Švedsko. Kalmarska vojna med letoma 1611 in 1613 je vpoklicala 8000 norveških kmetov. Kljub pomanjkanju usposabljanja je Dansko-Norveška zmagala, Švedska pa je opustila svoje zahteve po deželi med Tysfjordom in Varangerfjordom. Z dansko udeležbo v tridesetletni vojni v letih 1618–48 je bil ustvarjen nov naborniški sistem, v katerem je bila država razdeljena na 6000 legd, od katerih je vsak moral podpirati enega vojaka. Dansko-Norveška je izgubila vojno in bila prisiljena odstopiti Jämtland in Härjedalen Švedski. Druga severna vojna v letih 1657 do 1660 je povzročila, da je Bohuslän pripadel Švedski.

### Obdobje absolutne monarhije (enevoldstiden)
Kralj Friderik III. Danski se je leta 1661 povzdignil v absolutnega in dednega kralja Danske in Norveške, s čimer je odpravil oblast plemičev. Uveden je bil nov upravni sistem. V Københavnu so bili ustanovljeni oddelki, organizirani po resorjih, medtem ko je bila Norveška razdeljena na okrožja, od katerih je vsako vodil okrožni guverner, in nadalje razdeljena na bailiwicke. Po vsej državi je bilo imenovanih okoli 1600 vladnih uradnikov. Ulrik Fredrik Gyldenløve je bil najbolj znan norveški podkralj (1664–1699).
Prebivalstvo Norveške se je povečalo s 150.000 leta 1500 na 900.000 leta 1800. Do leta 1500 je bila večina zapuščenih kmetij ponovno zasedenih. Obdobje pod absolutizmom je povečalo delež kmetov v lasti z dvajsetih na petdeset odstotkov, predvsem s prodajo kronske zemlje za financiranje izgubljenih vojn. Croft (ograjeno ali zaprto zemljišče, običajno majhno in obdelovalno, na katerem je običajno, a ne vedno, kmetovo bivališče) so postale običajne v obdobju absolutizma, zlasti v vzhodni Norveški in Trøndelagu, kjer so mali posestniki živeli na milost in nemilost kmeta. Leta 1800 je bilo 48.000 malih kmetov. V primerjavi z Dansko so bili davki na Norveškem zelo nizki, običajno od štiri do deset odstotkov pridelka, čeprav se je število kmetij na legd v 1670-ih zmanjšalo s štiri na dve. Leta 1736 je bila uvedena birma; ker je zahtevalo branje, je bilo uvedeno osnovno izobraževanje.
Celotno obdobje je merkantilizem predstavljal osnovo za trgovino, ki je vključevala uvozne predpise in tarife, monopole in privilegije po vsej grofiji, podeljene meščanom. Lesna industrija je postala pomembna v 17. stoletju z izvozom predvsem v Anglijo. Da bi se izognili krčenju gozdov, so s kraljevim dekretom leta 1688 zaprli veliko število žag; ker je to prizadelo predvsem kmete z majhnimi mlini, je do sredine 18. stoletja le peščica trgovcev obvladovala celotno lesno industrijo. Rudarstvo se je povečalo v 17. stoletju, največja sta bila rudnik srebra v Kongsbergu in rudnik bakra v Rørosu. Ribolov je bil še naprej pomemben zaslužek kmetov ob obali, od 18. stoletja pa so posušeno trsko začeli soliti, zaradi česar so ribiči morali kupovati sol od trgovcev. Prvo pomembno obdobje norveškega ladijskega prometa je bilo med letoma 1690 in 1710, vendar je bila prednost izgubljena z vstopom Danske in Norveške v veliko severno vojno leta 1709. Vendar pa je norveški ladijski promet ponovno pridobil svojo moč proti koncu stoletja. Mnogi Norvežani so se preživljali kot mornarji na tujih ladjah, predvsem nizozemskih. V posadkah na obeh straneh anglo-nizozemskih vojn so bili Norvežani. Norveška je imela koristi od številnih evropskih vojn v 18. stoletju. Kot nevtralna sila je lahko povečala svoj delež na ladijskem trgu. Prav tako je oskrbovala les za tuje mornarice.
V tem obdobju je bil Bergen največje mesto v državi; njegovo prebivalstvo s 14.000 sredi 18. stoletja je bilo dvakrat večje od Kristianije (sodobni Oslo) in Trondheima skupaj. Leta 1660 je obstajalo osem okrožij s privilegiji – do leta 1800 se je število povečalo na triindvajset. V tem obdobju sta bili v København preneseni do dve tretjini revidiranega nacionalnega dohodka države. V zadnjih desetletjih stoletja je Hans Nielsen Hauge začel haugeansko gibanje, ki je zahtevalo pravico do svobodnega oznanjevanja Božje besede. Univerza v Oslu je bila ustanovljena leta 1811.

## Unija s Švedsko
Danska–Norveška je leta 1807 vstopila v napoleonske vojne na strani Francije. To je imelo uničujoč učinek na norveško gospodarstvo, saj je kraljeva mornarica ovirala izvoz z ladjami in uvoz hrane. Naslednje leto je Švedska napadla Norveško, vendar je bilo po več norveških zmagah leta 1809 podpisano premirje. Po pritisku norveških trgovcev je bilo dovoljeno trgovanje s koruzo z Danske na vzhodno Norveško v zameno za izvoz norveškega lesa v Veliko Britanijo. Po bitki pri Leipzigu leta 1813 je bila 14. januarja 1814 podpisana pogodba iz Kiela. Norveško je prepustila švedskemu kralju.
Kristijan Friderik, dedič danske in norveške krone, je bil od leta 1813 podkralj Norveške. Vodil je norveški odpor proti Kielski pogodbi in nameraval zahtevati prestol kot zakoniti dedič. Odpotoval je v Trondheim, da bi pridobil podporo zase, nato pa je 16. februarja 1814 v Eidsvollu zbral enaindvajset uglednih državljanov, da bi razpravljali o njegovih načrtih. Zavrnili so novo absolutno monarhijo in mu namesto tega svetovali, naj skliče ustavodajno skupščino, da sestavi liberalno ustavo in določi obliko vladavine. Predstavniki iz celotne države so bili izvoljeni za srečanje v Eidsvollu. 112 članov ustavodajne skupščine se je zbralo in po šestih tednih razprav 17. maja 1814 zaključilo delo na norveški ustavi. Oblast bi bila razdeljena med kralja – položaj, na katerega je bil imenovan Kristijan Friderik – in parlament Norveške. Švedska vojska pod vodstvom švedskega prestolonaslednika Karel Janez je konec julija vdrla na Norveško; na konvenciji o premirju v Mossu 14. avgusta je Norveška privolila v personalno unijo s Švedsko pod enakimi pogoji, medtem ko je Švedska sprejela norveško ustavo in ločene institucije v obeh državah. Kralj Kristijan Friderik se je strinjal s sklicem izrednega parlamenta, da ustrezno revidira ustavo, in nato abdicira. Parlament je bil sklican v Christianiji 7. oktobra, potrebne spremembe pa so bile sprejete 4. novembra 1814. Istega dne je bil švedski kralj Karl XIII. Švedski izvoljen za kralja Norveške, s čimer je bila ustanovljena unija.

### Država uradnikov (embedsmannsstaten)
Napoleonske vojne so Norveško pognale v gospodarsko krizo, saj so skoraj vsi trgovci med blokado bankrotirali. Okrevanje je bilo težko zaradi izvoznih carin in država je imela visoko inflacijo. Norveški rigsdaler je kot valuto uvedla Banka Norveške, ko je bila ustanovljena leta 1816, financirana z davkom na srebro, ki je trajal do leta 1842. Pod grožnjo Karla Janeza z državnim udarom je Norveška nerada plačala dolg, naveden v Kielski pogodbi, čeprav je nikoli ni ratificirala. Dan ustave 17. maja je vsako leto postal pomemben politični shod; leta 1829 je švedski generalni guverner Baltzar von Platen odstopil, potem ko je uporabil silo proti demonstrantom v bitki na trgu. V prvi polovici stoletja je prevladovalo ok. 2000 uradnikov, saj je bilo po odločitvi leta 1821 o odpravi plemstva malo meščanstva in nobene aristokracije. Po volitvah leta 1832 so se kmetje začeli bolj zavedati, da se volijo sami, kar je povzročilo večino kmetov v parlamentu. To je povzročilo znižanje davkov na podeželju in višje uvozne tarife, s čimer se je davčno breme preneslo na mesta. Sprejeli so tudi Zakon o krajevnih odborih, ki je od leta 1838 ustanavljal izvoljene občinske svete. V kulturnem izražanju od 1840-ih do 1870-ih je prevladoval romantični nacionalizem, ki je poudarjal edinstvenost Norveške.
Tekstilna industrija se je začela v 1840-ih, čemur so sledile mehanične delavnice za izdelavo novih strojev, saj je britanski embargo oviral uvoz tekstilnih strojev. Od leta 1848 je državo prizadela gospodarska kriza, zaradi katere je Marcus Thrane ustanovil prve sindikate in zahteval, da je enakost pred zakonom neodvisna od družbenega razreda. Parlament je v 1840-ih in 1850-ih sprejel vrsto zakonov, ki so opustili ekonomske privilegije in olajšali domačo trgovino. Povečanje prebivalstva je povzročilo krčenje novih zemljišč, čeprav je nekaj rasti prišlo v mestih. Leta 1855 je prebivalstvo Christianije doseglo 40.000. Do leta 1865 je število prebivalcev doseglo 1,7 milijona; veliko povečanje je bilo v veliki meri posledica boljše prehrane s sledom in krompirjem, močnega zmanjšanja umrljivosti dojenčkov in povečane higiene. Izseljevanje v Severno Ameriko se je začelo leta 1825, prvo množično izseljevanje pa se je začelo v 1860-ih. Do leta 1930 se je izselilo 800.000 ljudi, večina se jih je naselila na srednjem zahodu Združenih držav.
Zmanjšanje prebivalstva je povzročilo pomanjkanje delovne sile v kmetijstvu, kar je spet povzročilo povečano uporabo strojev in s tem kapitala. Vlada je ta proces spodbudila z ustanovitvijo Hipotekarne banke leta 1851 in Državne kmetijske šole osem let kasneje. V 19. stoletju se je močno povečala gradnja cest in vzdolž obale so se začele parne storitve. Prva železnica, glavna proga med Christianio in Eidsvollom, je bila odprta leta 1854, leto kasneje pa je sledila prva telegrafska proga. Izvozna industrija se je začela z žagami na parni pogon v 1860-ih, ki so jim sledili konzervirana sled, lesna kaša in celuloza. Od leta 1850 do 1880 je norveška ladjarska industrija doživela velik razcvet, ki ga je spodbudila odprava britanskih navigacijskih zakonov. Do leta 1880 je bilo 60.000 norveških mornarjev in država je imela tretjo največjo trgovsko mornarico na svetu. Kot prva železnica med obalo je proga Røros leta 1877 povezala prestolnico s Trondheimom. Norveška se je leta 1875 pridružila skandinavski monetarni uniji in uvedla norveško krono z zlatim standardom, skupaj z uvedenim metričnim sistemom.

### Zadnja desetletja Unije
Letna parlamentarna zasedanja so bila uvedena od leta 1869, leta 1872 pa so se morali ministri kljub spremembi ustave sestati v parlamentu, da bi branili svojo politiko. Kralj je, čeprav do tega ni imel ustavne pravice, vložil veto na amandma v treh zaporednih parlamentih. Na volitvah leta 1882 sta prvi dve stranki, liberalci in konservativci, kandidirali za volitve, nato pa je večini uspelo odstaviti kabinet. Leta 1884 je kralj Oskar II. Švedski za predsednika vlade imenoval vodjo večine Johana Sverdrupa in s tem vzpostavil parlamentarizem kot prvo evropsko državo. Liberalna stranka je uvedla vrsto pravnih reform, kot je povečanje volilne pravice za približno polovico vseh moških, rešitev jezikovnega spora z vzpostavitvijo dveh uradnih pisnih standardov, Riksmål in Landsmål, uvedla je porote, sedemletno obvezno izobraževanje in kot prva evropska država, splošna volilna pravica za moške leta 1889.
V 1880-ih in 1890-ih je prišlo do vzpona delavskega gibanja in sindikati so postali običajni; leta 1899 je bila ustanovljena Norveška konfederacija sindikatov, naslednje leto pa Norveška konfederacija delodajalcev. Laburistična stranka je imela svoje prve člane parlamenta izvoljene leta 1903. Žensko vprašanje je postalo vse bolj prevladujoče v 1880-ih letih in postopoma jim je bilo dovoljeno srednješolsko in terciarno izobraževanje. Norveška podpora uniji se je zmanjšala proti koncu 1890-ih, zlasti po švedski odpravi sporazuma o prosti trgovini leta 1897 in po odsotnosti norveškega zunanjega ministra. Začela so se pogajanja o neodvisnosti, vendar niso bila učinkovita zaradi menjave vlad in švedske vojne grožnje.

## Neodvisnost
S štiristrankarskim Michelsenovim kabinetom, imenovanim leta 1905, je parlament izglasoval ustanovitev norveške konzularne službe. Kralj je to zavrnil in 7. junija je parlament soglasno odobril razpad unije. Na naslednjem referendumu o razpustitvi je le 184 ljudi glasovalo za zvezo. Vlada je ponudila norveško krono danskemu princu Karlu, ki je po plebiscitu postal Haakon VII. Norveški. V naslednjih desetih letih je parlament sprejel vrsto socialnih reform, kot so bolniško nadomestilo, tovarniška inšpekcija, deseturni delavnik in zakoni o zaščiti delavcev. Slapovi za hidroelektrično energijo so v tem obdobju postali pomemben vir in vlada je zagotovila zakone, ki so tujcem ovirali nadzor nad slapovi, rudniki in gozdovi. Velika industrijska podjetja, ustanovljena v teh letih, so bila Elkem, Norsk Hydro in Sydvaranger. Bergenska proga je bila dokončana leta 1909, naslednje leto je bil ustanovljen Norveški inštitut za tehnologijo. Volilna pravica žensk je bila uvedena leta 1913 kot druga država na svetu. Od leta 1880 do 1920 so Norvežani izvedli vrsto polarnih odprav. Najpomembnejši raziskovalci so bili Fridtjof Nansen, Roald Amundsen in Otto Sverdrup. Amundsenova odprava leta 1911 je prva dosegla južni tečaj.
Norveška je sprejela politiko nevtralnosti od leta 1905; med prvo svetovno vojno je bila norveška trgovska mornarica večinoma uporabljena v podporo Britancem, zaradi česar je bila Norveška razvrščena kot nevtralna zaveznica. Polovica norveške flote je bila potopljena in 2000 mornarjev je bilo ubitih v nemški atlantski kampanji podmornic. Nekateri trgovci so med vojno ustvarili velike dobičke s trgovino in ladijskim prometom, kar je povzročilo večjo delitev med razredi. V medvojnem obdobju je prevladovala gospodarska nestabilnost, ki so jo med drugim povzročale stavke, blokade in denarna politika, ki je povzročala deflacijo, da bi nadomestila preveč denarja, izdanega med vojno, in tako ovirala naložbe. V tem obdobju so bili močno prizadeti predvsem ribiči, kmetje pa so z organizacijskimi predpisi ohranjali tržne cene. Brezposelnost je dosegla vrh pri desetih odstotkih med letoma 1931 in 1933. Čeprav se je industrijska proizvodnja od leta 1915 do 1939 povečala za osemdeset odstotkov, je število delovnih mest ostalo stabilno. Norveška šola za ekonomijo je bila ustanovljena leta 1936.
Norveška je imela med letoma 1918 in 1935 devet vlad, skoraj vse manjšinske in so trajale povprečno osemnajst mesecev. Agrarna stranka je bila ustanovljena leta 1920, čeprav se je v tem obdobju povečala podpora konservativcem. Laburistična stranka se je leta 1921 razdelila, levo krilo pa je ustanovilo Komunistično stranko. Čeprav so bili močni v 1920-ih, so bili v 1930-ih marginalizirani. Kratkotrajna laburistična vlada je vladala leta 1928, vendar ni vzpostavila trdne parlamentarne podpore do Nygaardsvoldovega kabineta leta 1935, ki je temeljil na zavezništvu z Agrarno stranko. V 1920-ih in 1930-ih je Norveška vzpostavila tri odvisnosti, Bouvetov otok, Otok Petra I. in Dežela kraljice Maud, priključila Jan Mayen in s Svalbardsko pogodbo zagotovila suverenost nad Svalbardom. Prvo civilno letališče na Norveškem, Stavanger, je bilo odprto leta 1937.

## Druga svetovna vojna
Od začetka druge svetovne vojne leta 1939 je Norveška ohranila strogo nevtralnost. Tako Britanija kot Nemčija sta spoznali strateško lokacijo; obe sta načrtovali invazijo na Norveško, ne glede na norveško nasprotovanje. Nemci so prvi udarili in 9. aprila 1940 vdrli na Norveško. Po srditih bojih z norveškimi in britanskimi silami je Nemčija prevladala in nadzorovala državo do konca vojne. Nemški cilj je bil uporabiti Norveško za nadzor dostopa do Severnega morja in Atlantika ter namestiti zračne in pomorske sile za zaustavitev konvojev iz Britanije v ZSSR.

### Vlada v izgnanstvu
Vlada v izgnanstvu, vključno s kraljevo družino, je pobegnila v London. Politika je bila prekinjena in vlada je uskladila ukrepe z zavezniki, obdržala nadzor nad svetovno diplomatsko in konzularno službo ter upravljala ogromno norveško trgovsko mornarico. Organizirala in nadzorovala je odpor na Norveškem. Eden od dolgoročnih učinkov je bila opustitev tradicionalne skandinavske politike nevtralnosti; Norveška je leta 1949 postala ustanovna članica Nata. Norveška je imela na začetku vojne s 4,8 milijona ton četrto največjo trgovsko floto na svetu, vključno s petino svetovnih naftnih tankerjev. Nemci so zajeli približno 20 % flote, preostanek, približno 1000 ladij, pa je prevzela vlada. Čeprav je bila polovica ladij potopljena, so zaslužki pokrili stroške vlade.

### Kvizlinški režim
Vidkun Quisling se je razglasil za predsednika vlade in imenoval vlado s člani Stranke narodne enotnosti. Hitro so ga odstavili in zamenjal ga je Josef Terboven, ki pa ga je leta 1942 vrnil na položaj. Norveška kampanja se je nadaljevala v severni Norveški in vlada je 7. junija pobegnila v London. Nemška okupacija je povzročila brutalizacijo družbe in 30.000 ljudi je bilo zaprtih. 55.000 ljudi se je pridružilo Stranki narodne enotnosti, ki je postala edina legalna stranka. Toda postopek nacifikacije ni uspel, potem ko je vrhovno sodišče odstopilo in so tako organizirani šport kot škofje bojkotirali novi režim. Ustanovljeno je bilo odporniško gibanje, ki se je od leta 1943 usklajevalo iz Londona. Stokker poroča, da je sovražni humor proti Nemcem pomagal ohranjati moralo in zgraditi zid proti kolaboraciji. Šale so kar mrgolele od prezira do zatiralcev, norčevanja iz nacistične ideologije, poudarjanja krutosti nacistov in norčevanja iz njihove napihnjene samopodobe. Ljudje na ulici so spraševali: »Ali poznate razliko med nacisti in vedrom gnoja? Vedro.« V poštnih linijah so pojasnili: »Govori se, da dobivamo nove znamke s Quislingovo podobo, vendar se je distribucija zavlekla, ker nihče ne ve, na katero stran pljuvati.« Šale so Norvežane izobraževale o okupaciji in spodbujale občutek solidarnosti. Ob nemški kapitulaciji 8. maja 1945 je bilo v državi 360.000 nemških vojakov.

## Povojno obdobje

### 1945–1950
Po drugi svetovni vojni je na Norveškem potekala pravna čistka, v kateri je bilo 53.000 ljudi obsojenih zaradi izdaje, 25 pa usmrčenih. V povojnih letih se je povečalo zanimanje za skandinavizem, kar je povzročilo sistem Scandinavian Airlines leta 1946, Nordijski svet leta 1952 in Nordijsko zvezo potnih listov skupaj z uvedbo metričnega sistema. Obnova po vojni je Norveški omogočila najvišjo gospodarsko rast v Evropi do leta 1950, delno ustvarjeno z racionalizacijo zasebne potrošnje, ki je omogočila višje industrijske naložbe. Laburistična stranka je obdržala oblast skozi celotno obdobje in ohranila politiko javnega načrtovanja. Univerza v Bergnu je bila ustanovljena leta 1946. V 1950-ih je prišlo do razcveta gradnje hidroelektrarn in država je zgradila jeklarno Norsk Jernverk in dve tovarni aluminija. Državne banke, kot so Državna stanovanjska banka, Državni izobraževalni posojilni sklad in Postbanken, so omogočile vladni nadzor nad zasebnim dolgom. Oslo je leta 1952 gostil zimske olimpijske igre.
Norveška je obdržala svojo politiko nevtralnosti do leta 1947, osredotočena na svoje članstvo v Združenih narodih, kjer je Trygve Lie postal prvi generalni sekretar. Vendar takrat ni bilo navdušenja nad ZN. Antikomunizem je rasel s sovjetskim predlogom skupnega nadzora nad Svalbardom in še posebej po češkoslovaškem državnem udaru leta 1948, po katerem je komunistična partija izgubila ves vpliv. Norveška je začela pogajanja o ustanovitvi skandinavske obrambne unije, a se je namesto tega odločila postati ustanovna članica Severnoatlantske zveze (NATO). Vendar pa Norveška nikoli ni dovolila stalno nameščenih tujih enot ali jedrskega orožja na norveškem ozemlju, da bi se izognila vznemirjanju Sovjetske zveze, s katero je Norveška od leta 1944 delila kopensko mejo. Nato je financiral velike dele norveških vojaških naložb, kar je na koncu privedlo do izgradnje številnih letališč v 1950-ih in 1960-ih.

### Marshallov načrt
Norveška se je leta 1947 pridružila Marshallovemu načrtu (»ERP«) in prejela 400 milijonov ameriških dolarjev ameriške podpore. Glede na poslovno ozadje ameriških voditeljev Marshallovega načrta je njihova pripravljenost na sodelovanje s svetom ERP norveške laburistične vlade razočarala konservativno norveško poslovno skupnost. Zastopala sta jo glavni poslovni organizaciji Norges Industriforbund in Norsk Arbeidsgiverforening. Čeprav norveški poslovni voditelji niso bili pripravljeni sodelovati z vlado, so se zavedali tudi nevarnosti, da se zdi, da ovirajo izvajanje Marshallovega načrta. Ameriško sprejemanje vloge vlade pri gospodarskem načrtovanju je odražalo njihovo reformistično usmeritev v New Deal. Priložnosti za posredovanje med konservativnimi norveškimi poslovnimi interesi in vlado, ki so se pojavile med izvajanjem Marshallovega načrta, so pomagale vzpostaviti osnovo za nastanek norveškega korporativizma v 1950-ih.

### 1950 do 1972
Prodaja avtomobilov je bila deregulirana oktobra 1960 in istega leta je Norwegian Broadcasting Corporation uvedla prve televizijske oddaje na Norveškem. Norveška se je bala konkurence švedske industrije in danskega kmetijstva in se odločila, da se ne bo pridružila nobeni organizaciji za prosto trgovino do leta 1960, ko se je pridružila Evropskemu združenju za prosto trgovino. V povojnem obdobju sta se ribolov in kmetijstvo bolj mehanizirala, kmetijske subvencije so narasle na tretje najvišje na svetu, število malih kmetij in ribičev pa se je dramatično zmanjšalo. Socialistično ljudsko stranko so leta 1961 ustanovili nekdanji laburistični politiki, ki se niso strinjali z Natovo, jedrsko in evropsko politiko Laburistične stranke. Po aferi Kings Bay je konservativni Lyngov kabinet vladal en mesec. Konservativni koalicijski Bortenov kabinet je zmagal na volitvah leta 1965, sedel šest let in začel trend zamenjave laburistične in konservativne vlade. Norvežizacija Samijev se je po vojni ustavila in pravice Samijev so postale vse večji problem, leta 1964 pa je bil ustanovljen svet.
Z dokončanjem proge Nordland do Bodøja leta 1962 se je zaključila gradnja novih železniških prog, medtem ko je bil prvi del metroja v Oslu odprt leta 1966. Po vojni je bila postopno uvedena mreža socialne varnosti, leta 1946 so bili uvedeni otroški dodatki, leta 1964 pa zakon o socialnem varstvu. V 1960-ih so bili dobri časi za težko industrijo in Norveška je postala največja evropska izvoznica aluminija in največja svetovna izvoznica ferozlitin. Univerza v Trondheimu in Univerza v Tromsøju sta bili odprti leta 1968, eno leto preden se je začela odpirati mreža regionalnih visokih šol. Pod vplivom ameriške kulture in podobnih dejanj v tujini so se mladi in študenti začeli upirati kulturnim normam. V 1960-ih se je povečalo osredotočanje na okoljevarstvo, zlasti z aktivizmom, ki je temeljil na vedno večji pretvorbi slapov v hidroelektrarne, onesnaževanju in propadanju staležev sleda. Narodni park Rondane je bil ustanovljen kot prvi v državi leta 1962, ministrstvo za okolje pa je bilo prvo na svetu, ko je bilo ustanovljeno leta 1972. Mreža regionalnih letališč je bila zgrajena v zahodni in severni Norveški v poznih šestdesetih in zgodnjih sedemdesetih letih prejšnjega stoletja. Članstvo v Evropski gospodarski skupnosti je bilo zavrnjeno na referendumu leta 1972.

## Obdobje nafte
Iskanje v Severnem morju se je začelo leta 1966 in leta 1969 je Phillips Petroleum našel nafto na polju Ekofisk, ki se je izkazalo za eno izmed desetih največjih polj na svetu. Delovanje polj je bilo razdeljeno med tuje operaterje, Statoil v državni lasti, Norsk Hydro v delni državni lasti in Saga Petroleum. Ekofisk je leta 1977 doživel velik izbruh in 123 ljudi je bilo ubitih, ko se je leta 1980 prevrnila namestitvena ploščad Alexander Kielland; ti incidenti so povzročili okrepitev predpisov o varnosti. Naftna industrija ni ustvarila le delovnih mest v proizvodnji, temveč je bilo ustanovljeno veliko število dobaviteljskih in tehnoloških podjetij. Stavanger je postal središče te industrije. Visoki davki na nafto in dividende družbe Statoil so vladi dali visok dohodek iz naftne industrije.
Norveška je v 1970-ih ustanovila svojo izključno ekonomsko cono in dobila površino 2.000.000 kvadratnih kilometrov. Sledil je niz mejnih sporov; sporazumi so bili doseženi z Dansko in Islandijo v 1990-ih,  vendar je bila meja v Barentsovem morju dogovorjena šele leta 2010. Med letoma 1973 in 1981 je državi vladala laburistična stranka, ki je izvedla vrsto reform, kot je nov šolski sistem. Kmetje so prejeli povečane subvencije in od leta 1974 je bilo ženskam dovoljeno dedovati kmetije. Splav na zahtevo je bil legaliziran leta 1978.[147] Posojila, zajamčena v prihodnjih prihodkih od nafte, so Norveški omogočila, da se je izognila recesiji sredi 1980-ih. Toda do leta 1977 so visoke plače naredile norveško industrijo nekonkurenčno in skokovito prisilno zmanjševanje javne in zasebne porabe. Ribogojstvo je postalo nova donosna panoga ob obali.
Presežek priseljencev je bil ugotovljen v poznih 1960-ih, večinoma iz zahodne Evrope in Združenih držav – od 1970-ih vse več strokovnega znanja o nafti. V tem obdobju se je povečalo tudi priseljevanje nekvalificirane delovne sile iz držav v razvoju, zlasti Pakistana, in Oslo je postalo središče priseljevanja, čeprav so predpisi iz leta 1975 to močno upočasnili. Polemika glede Alte se je začela v 1970-ih, ko je Statkraft načrtoval zajezitev reke Alta. Primer je združil okoljske in samijske interesne skupine; čeprav je bila zgrajena elektrarna Alta, je to vprašanje spremenilo politično ozračje in otežilo izgradnjo obsežnega projekta hidroelektrarn. Samijski parlament je bil ustanovljen leta 1989.
Konservativna stranka je zmagala na volitvah leta 1981 in izvedla obsežno reformo deregulacije: znižali so davke, dovolili so lokalne zasebne radijske postaje, kabelsko televizijo so ustanovila zasebna podjetja, odpravili so predpise o izposojanju denarja in tujcem je bilo dovoljeno kupovati vrednostne papirje. Gospodarska kriza je prizadela leta 1986, ko so tujci začeli prodajati norveške krone, kar je nazadnje povzročilo zvišanje davkov in premier Kåre Willoch je bil prisiljen odstopiti. Stranka napredka, ki je desno od konservativcev, je doživela preboj v poznih 1980-ih. Visoke plače v naftni industriji so naredile nizkokvalificirane predelovalne industrije nekonkurenčne in laburistična stranka je zaprla številna javna industrijska podjetja, ki so prejemala velike subvencije. V 1980-ih se je število invalidov potrojilo, večinoma med najstarejšimi zaposlenimi, in stopnja kriminala se je povečala.
Podmorski predor Vardø je bil odprt leta 1982 in od takrat je država gradila podmorske predore za povezavo otoških skupnosti s celino. Od leta 1980 so največja mesta uvedla cestninske obroče za financiranje novih cestnih projektov. Bančna kriza je Norveško prizadela v poznih 1980-ih, zaradi česar so bile največje banke, kot so Den norske Bank, Christiania Bank in Fokus Bank, nacionalizirane. Norsk Data, proizvajalec miniračunalnikov, je do leta 1985 postal drugo največje norveško podjetje, da bi do leta 1993 bankrotiral. Brezposelnost je v zgodnjih devetdesetih letih dosegla rekordno visoko raven.
Do leta 1990 je bila Norveška največja proizvajalka nafte v Evropi, do leta 1995 pa druga največja izvoznica nafte na svetu. Članstvo v Evropski uniji je bilo zavrnjeno na referendumu leta 1994, Norveška pa se je namesto tega pridružila Evropskemu gospodarskemu prostoru in kasneje tudi schengenskemu območju. Velike javne naložbe v 1990-ih so bile nova nacionalna bolnišnica in letališče Oslo, Gardermoen, ki sta bila s prestolnico povezana s prvo norveško železnico za visoke hitrosti, progo Gardermoen. Številna velika državna podjetja, kot so Statoil, Telenor in Kongsberg, so bila privatizirana. Lillehammer je leta 1994 gostil zimske olimpijske igre. Konec hladne vojne je povzročil sodelovanje z Rusijo in zmanjšano vojaško aktivnost.

## 21. stoletje
Norveške oborožene sile so se osredotočile z obrambe pred invazijo na mobilnost za uporabo v Natovih operacijah v tujini in sodelovale v vojni v Afganistanu leta 2001, vojni v Iraku leta 2003 in v libijski državljanski vojni leta 2011. Sodelovale so tudi v Natovo bombardiranje Jugoslavije leta 1999.
26. decembra 2004 med božičnimi prazniki in praznovanjem Boxing Daya je bilo več kot 80 Norvežanov na Tajskem in v drugem delu južne in jugovzhodne Azije med tisoči ljudi, ki sta jih ubila potres z magnitudo 9,0 in cunami pri Sumatri.
V napadih leta 2011 je norveški strelec Anders Behring Breivik napadel vladni sedež v Oslu in tabor Lige delavske mladine na otoku Utøya, pri čemer je bilo ubitih 77 ljudi. To je bil najhujši orožni masaker v zgodovini posameznika.
Na volitvah v Storting leta 2013 so volivci končali osemletno vladavino laburistov, ki jih je vodil premier Jens Stoltenberg. Izvoljena je bila koalicija Konservativne stranke in Stranke napredka. Tranzicija je potekala sredi gospodarstva v dobrem stanju z nizko brezposelnostjo. Na norveških parlamentarnih volitvah leta 2017 je desnosredinska vlada premierke Erne Solberg ponovno zmagala. Januarja 2018 je v vlado vstopila Liberalna stranka, januarja 2019 so se jim pridružili Krščanski demokrati. Januarja 2020 je koalicijo zapustila Stranka napredka, ki pa je še naprej podpirala vlado.
Nova norveška levosredinska vlada pod vodstvom premiera Jonasa Gahra Stoereja, vodje norveške levosredinske Delavske stranke, je prevzela funkcijo 14. oktobra 2021. Oblikoval je manjšinsko koalicijsko vlado s sredinsko stranko, ki jo podpira Socialistična leva stranka. Prejšnja desnosredinska vlada je bila odstavljena na volitvah 13. septembra po dveh štiriletnih mandatih.